# Brzezowa (powiat bocheński)
Brzezowa – wieś w Polsce położona w województwie małopolskim, w powiecie bocheńskim, w gminie Łapanów.
Wieś leży w pobliżu drogi wojewódzkiej 966.
| SIMC    | Nazwa         | Rodzaj    |
| ------- | ------------- | --------- |
| 0822950 | Jasienie      | część wsi |
| 0822966 | Pod Brzezową  | część wsi |
| 0822972 | Pod Gradowcem | część wsi |
| 0822989 | Podworzec     | część wsi |
| 0822995 | Skałka        | część wsi |

W latach 1975–1998 miejscowość należała administracyjnie do województwa tarnowskiego.
Zabudowania i pola Brzezowej znajdują się na wzgórzach oddzielających dolinę Stradomki od doliny Tarnawki (dopływ Stradomki). Pod względem geograficznym tereny te należą do Pogórza Wiśnickiego.